# 南非擬鮟鱇
南非擬鮟鱇（学名：Lophiodes insidiator）又名納塔爾擬鮟鱇，為輻鰭魚綱鮟鱇目鮟鱇亞目鮟鱇科的其中一種，分布於西印度洋區，從南非納塔爾至馬達加斯加北部海域，棲息深度200-600公尺，體長可達30公分，為深海底棲性魚類，屬肉食性，以魚類為食，不具經濟價值。

## 擴展閱讀
維基物種上的相關：南非擬鮟鱇